# Джорджо Наполітано
Джорджо Наполітано (італ. Giorgio Napolitano; 29 червня 1925, Неаполь — 22 вересня 2023, Рим) — 11-й президент Італійської республіки (2006—2015). Колишній активіст Італійської комуністичної партії (потім партії Лівих демократів), учасник Руху Опору. Довічний сенатор. Вибраний 10 травня 2006 в 4-му турі голосування, вступив на посаду 15 травня. Відомий тим, що під час італійської урядово-парламентської кризи 2008 років, коли парламент висловив недовіру урядові, не прийняв відставку Романо Проді і розпустив парламент.

## Життєпис
20 квітня 2013 року 87-річний Наполітано переобраний на другий термін, що є безпрецедентним випадком в історії Італії, оскільки раніше одна й та сама особа не займала цей пост більш ніж один термін. Неполітано обраний у 6-у турі після безрезультатних попередніх 5-ти спроб і отримав 738 голосів з 1007 виборників.
14 січня 2015 президент Джорджо Наполітано подав у відставку. Дострокова відставка була умовою його переобрання в квітні 2013 року. Тоді італійська політика перебувала в глибокій кризі, а політичні партії, представлені в парламенті, не зуміли дійти згоди щодо кандидата в президенти.
Мав прізвисько «Re Umberto» (Король Умберто), через свою схожість із королем Умберто II, та аристократичні манери.

## Нагороди
- Кавалер Великого хреста ордена «За заслуги перед Італійською Республікою», 28 жовтня 1998 року
- Орден Ізабелли Католички, Іспанія, 1998 рік
- Командор ордена «За заслуги перед Литвою», Литва, 21 квітня 2004 року
- Орден Подвійного білого хреста 1 класу, Словаччина, 2007 рік
- Ланцюг ордена Пія IX, Ватикан
- Почесний знак «За заслуги перед Австрійською Республікою», 2007 рік
- Орден Святого Карла (Монако), 2007 рік
- Орден Турецької Республіки, 2009 рік
- Орден Зірки Румунії, 2011 рік
- Орден Нідерландського лева, 2012 рік
- Орден Білого Орла, Польща, 6 липня 2012 року
- Орден Почесного легіону, Франція, 21 листопаду 2012 року